# Східний Фолкленд
Східний Фолкленд (англ. East Falkland, ісп. Isla Soledad) — острів у складі архіпелагу Фолклендські острови, розташованого в південній частині Атлантичного океану. На північному сході острова знаходиться столиця Фолклендських островів — місто Порт-Стенлі.
Населення Східного Фолкленда за даними перепису 2006 року становило 2786 чоловік (94 % усього населення архіпелагу). Економіка ґрунтується на вівчарстві, рибальстві та туризмі. Північна частина острова горбиста, тут знаходиться найвища точка як Східного Фолкленда, так і всього архіпелагу — гора Асборн, висотою 705 м над рівнем моря.